# Toninia subdiffracta
Toninia subdiffracta är en lavart som beskrevs av Timdal. Toninia subdiffracta ingår i släktet Toninia och familjen Ramalinaceae.   Inga underarter finns listade i Catalogue of Life.